# Liste der Kulturdenkmale in Zschepen
In der Liste der Kulturdenkmale in Zschepen sind die Kulturdenkmale des Delitzscher Ortsteils Zschepen verzeichnet, die bis April 2020 vom Landesamt für Denkmalpflege Sachsen erfasst wurden (ohne archäologische Kulturdenkmale). Die Anmerkungen sind zu beachten.
Diese Aufzählung ist eine Teilmenge der Liste der Kulturdenkmale in Delitzsch.

## Zschepen
| Bild           | Bezeichnung                                                                                          | Lage                                                    | Datierung            | Beschreibung | ID       |
| -------------- | --- | ------------------------------------------------------- | -------------------- | --- | -------- |
| Weitere Bilder | Kirche (mit Ausstattung) sowie Kirchhof mit Einfriedung und zwei Eisenkreuze westlich vor der Kirche | Alter Dorfring 31 (Karte)                               | Bezeichnet mit 1700  | Unter Einbeziehung eines spätgotischen Vorgängerbaus um 1700 errichtete Saalkirche mit Fachwerkturm, ortshistorisch und architektonisch von Interesse, erhöhte, ortsbildprägende Lage. - Kirche: verputzter Backsteinbau mit dreiseitig geschlossenem Chor und weiten Korbbogenfenstern, eingestellter Westturm mit geschweifter Haubesitzt auf Sandsteinkonsolen, im Süden zweigeschossige Portalvorhalle, 1995–1997 umfassende Restaurierung durch die Deutsche Stiftung Denkmalschutz, im Inneren verputzte Holztonne, profilierter Deckenspiegel mit Akanthus und Bandelwerk sowie Fragmenten des ehemals illusionistischen Deckengemäldes, Patronatsloge mit Butzenscheiben im Obergeschoss der Portalvorhalle, Ausstattung einheitlich von 1700, Kanzelaltar nur noch teilweise erhalten, an der nördlichen Saalwand drei figürliche Sandstein-Grabdenkmale, mit Knorpelwerk reich geschmückt (17. Jahrhundert), Grabplatten der ehemaligen Rittergutsbesitzer Karthauss (Anton Wilhelm, gestorben 1869) an der östlichen und westlichen Außenmauer angebracht - zwei Eisenkreuze: in neogotischem Stil auf Natursteinsockel vor der Westseite der Kirche (Mitte 19. Jahrhundert) - Einfriedung: verputzte Mauer auf Porphyrgranitsockel | 09257086 |
|                | Ehemalige Schnitterkaserne, heute Wohnhäuser, mit rückwärtigen Wirtschaftsbauten                     | Brodauer Weg 2, 4, 6, 8, 10, 12, 14, 16, 18, 20 (Karte) | 1919 (laut Auskunft) | Eingeschossige Gebäude mit weitgehend originaler Struktur, selten bei Schnitterkasernen die rückwärtigen Wirtschaftsbauten, von sozialhistorischer Bedeutung | 09302502 |

## Tabellenlegende
- Bild: Bild des Kulturdenkmals, ggf. zusätzlich mit einem Link zu weiteren Fotos des Kulturdenkmals im Medienarchiv Wikimedia Commons. Wenn man auf das Kamerasymbol klickt, können Fotos zu Kulturdenkmalen aus dieser Liste hochgeladen werden:
- Bezeichnung: Denkmalgeschützte Objekte und ggf. Bauwerksname des Kulturdenkmals
- Lage: Straßenname und Hausnummer oder Flurstücknummer des Kulturdenkmals. Die Grundsortierung der Liste erfolgt nach dieser Adresse. Der Link (Karte) führt zu verschiedenen Kartendiensten mit der Position des Kulturdenkmals. Fehlt dieser Link, wurden die Koordinaten noch nicht eingetragen. Sind diese bekannt, können sie über ein Tool mit einer Kartenansicht einfach nachgetragen werden. In dieser Kartenansicht sind Kulturdenkmale ohne Koordinaten mit einem roten bzw. orangen Marker dargestellt und können durch Verschieben auf die richtige Position in der Karte mit Koordinaten versehen werden. Kulturdenkmale ohne Bild sind an einem blauen bzw. roten Marker erkennbar.
- Datierung: Baubeginn, Fertigstellung, Datum der Erstnennung oder grobe zeitliche Einordnung entsprechend des Eintrags in der sächsischen Denkmaldatenbank
- Beschreibung: Kurzcharakteristik des Kulturdenkmals entsprechend des Eintrags in der sächsischen Denkmaldatenbank, ggf. ergänzt durch die dort nur selten veröffentlichten Erfassungstexte oder zusätzliche Informationen
- ID: Vom Landesamt für Denkmalpflege Sachsen vergebene, das Kulturdenkmal eindeutig identifizierende Objekt-Nummer. Der Link führt zum PDF-Denkmaldokument des Landesamtes für Denkmalpflege Sachsen. Bei ehemaligen Kulturdenkmalen können die Objektnummern unbekannt sein und deshalb fehlen bzw. die Links von aus der Datenbank entfernten Objektnummern ins Leere führen. Ein ggf. vorhandenes Icon  führt zu den Angaben des Kulturdenkmals bei Wikidata.